# 利氏刺鯿
利氏刺鯿（学名：Acanthobrama lissneri）為輻鰭魚綱鯉形目雅羅魚科刺鯿屬的其中一種，分布於亞洲約旦河流域和巴勒斯坦沿海平原的Nahr al-Muqatta（奇順河） 。另已被引入阿茲拉克濕地保護區。為特有種，本魚細長與扁長形的身體，嘴次端位，它的裂縫延伸到鼻孔下面。咽齒5個，平滑與鉤狀，背鰭軟條10枚；臀鰭軟條12至16枚，體長可達12公分，棲息在流動緩慢的湖或溪流，生活習性不明。

## 扩展阅读
維基物種上的相關：利氏刺鯿